# Turócszentmártoni járás

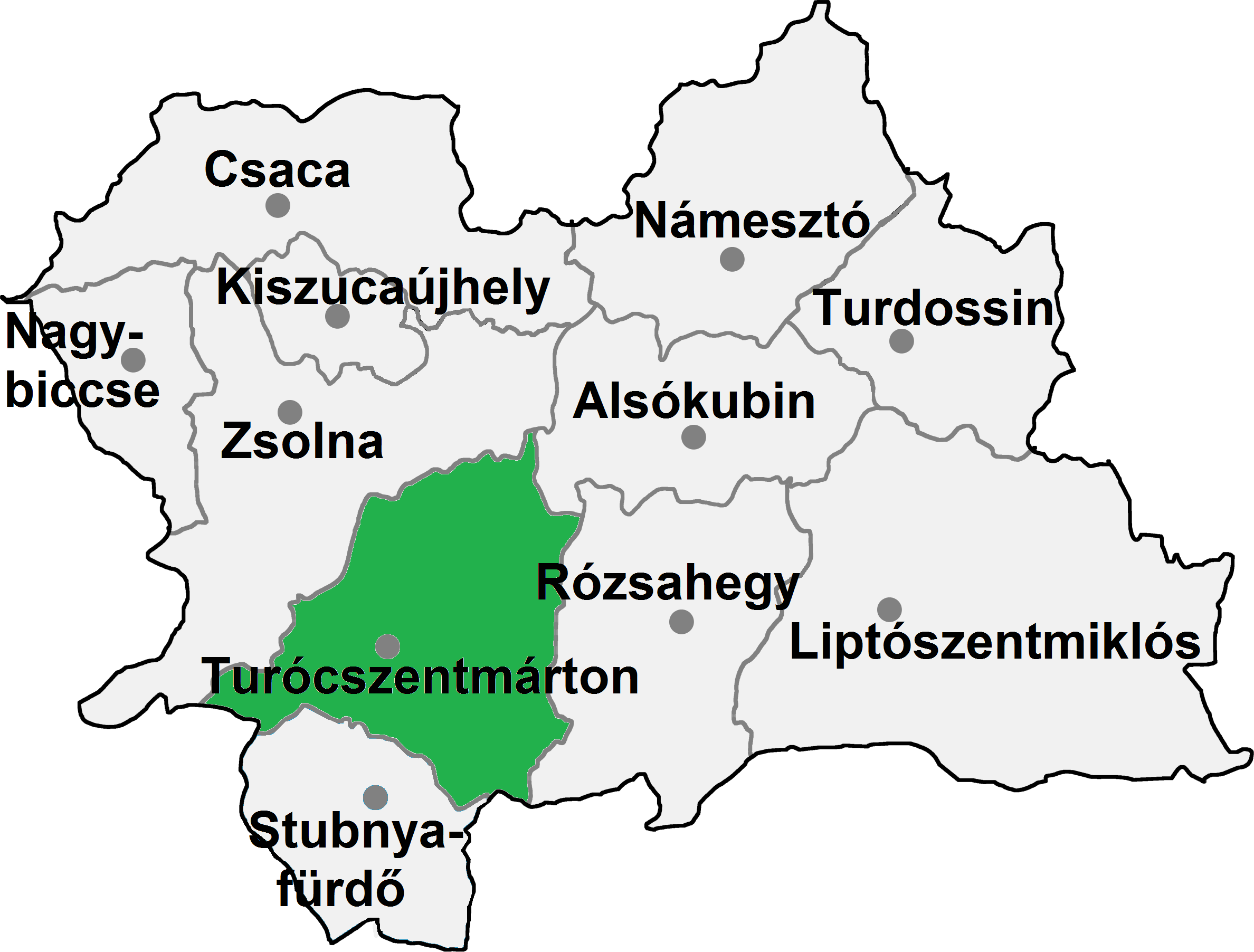
A Turócszentmártoni járás

A Turócszentmártoni járás (szlovákul Okres Martin) Szlovákia Zsolnai kerületének közigazgatási egysége. Területe 736 km², lakosainak száma fő 97 110 (2011), székhelye Turócszentmárton (Martin). A járás területe teljes egészében az egykori Turóc vármegyéhez tartozott.

## Története
A Turócszentmártoni járás 1922-ig egyike volt az egykori Turóc vármegye két járásának a Stubnyafürdői mellett. Területe azonban kisebb volt a mainál, mivel kilenc délnyugati település akkor a Stubnyafürdői járáshoz tartozott (Turócremete, Znióváralja a ma hozzá tartozó Lazánnyal, Valcsa, Turóctótfalu, Lézsa, Turócszentgyörgy és Szocóc a ma hozzá tartozó Szentmáriával). A megye 1918-tól csehszlovák uralom alatt állt, amit a trianoni békeszerződés erősített meg 1920-ban.
1923-ban a Stubnyafürdői járás megszűnt, teljes területét a Turócszentmártoni járáshoz csatolták, melynek területe így azonos lett az addigi Turóc vármegyéével. Ugyancsak 1923-ban a mai Szlovákia területét hat nagymegyére osztották, a járás ezek közül Vágmente megyéhez (Považská župa) került. 1928-ban a nagymegyék is megszűntek, Csehszlovákiát négy tartományra osztották, ekkor a járás a Csehszlovákián belüli Szlovákia része lett. 1938-ban a járás négy legdélibb községét (Turócnémeti, Felsőstubnya, Alsóturcsek és Felsőturcsek) elcsatolták a Körmöcbányai járáshoz. 1939-ben, amikor Csehszlovákia megszűnt, a független Szlovákiában ismét hat megyét hoztak létre, a Turócszentmártoni járás ezek közül Tátra megyéhez (Tatranská župa) tartozott, a Körmöcbányai pedig Garammente megyéhez (Pohronská župa).
A második világháború után újjáalakult Csehszlovákia közigazgatási beosztása hasonló volt az 1928-38 közöttihez, a járások ismét közvetlenül a szlovák tartományhoz tartoztak. A Turócszentmártoni járás határai is visszaálltak az 1938-as állapotukba, az 1938-ban elcsatolt négy déli községet visszacsatolták.
1949-ben újabb átszervezésre került sor, számos más járással ekkor ismét létrehozták a Stubnyafürdői járást a Turócszentmártoni járás déli részéből. Ennek határai majdnem megegyeztek az 1923 előttivel, Valcsa és Lézsa azonban most a Turócszentmártoni járáshoz került. Szintén 1949-ben az 1923-28 közötti nagymegyékhez hasonló nagyobb közigazgatási egységeket hoztak létre, de ezek neve most kerület (kraj) lett, az egykori Turóc megye területén fekvő két járás a Zsolnai kerülethez került.
1960-tól ismét jelentősen átszervezték a járásokat, a korábbiaknál sokkal nagyobbakat hozva létre, a Stubnyafürdői járást ekkor másodszor is beolvasztották a Turócszentmártoniba. Szintén 1960-ban a kerületek száma Szlovákiában hatról háromra csökkent, a Turócszentmártoni járás pedig a Közép-Szlovákiai kerület része lett. A kerületek 1990-ben ismét megszűntek és csak a (nagy)járások maradtak Csehszlovákiában.
1996-ban a már független Szlovákia közigazgatási felosztását megint jelentősen átalakították. A járások száma 38-ról 79-re nőtt és ezeket nyolc kerületbe osztották be. A Stubnyafürdői járás ismét kivált a Turócszentmártoniból, és mindkettő ismét a Zsolnai kerület része lett, mint 1949 és 1960 között.

## Népessége
| Év:            | 1994.  | 2004.   | 2014.   | 2024.   |
| -------------- | ------ | ------- | ------- | ------- |
| Emberek száma: | 97 600 | 97 671  | 96 887  | 92 817  |
| Eltérés:       |        | +0,07 % | -0,80 % | -4,20 % |

| Év:            | 2023.  | 2024.   |
| -------------- | ------ | ------- |
| Emberek száma: | 93 041 | 92 817  |
| Eltérés:       |        | -0,24 % |

## A Turócszentmártoni járás települései
| No. | Településnév (magyarul) | Településnév (szlovákul) | Terület (km²) | Népesség (1910, fő)     | Magyar nemzetiségűek száma (1910) | Népesség (1991, fő) | Népesség (2001, fő) | Népesség (2011, fő) |
| --- | ----------------------- | ------------------------ | ------------- | ----------------------- | --------------------------------- | ------------------- | ------------------- | ------------------- |
| 1   | Alsókálnok              | Dolný Kalník             | 1,33          | 51                      | 0                                 | 49                  | 40                  | 101                 |
| 2   | Bélagyulafalva          | Belá – Dulice            | 51,17         | 912+205                 | 7+1                               | 1236                | 1217                | 1264                |
| 3   | Benefalva               | Benice                   | 2,15          | 171                     | 4                                 | 258                 | 292                 | 324                 |
| 4   | Blatnica                | Blatnica                 | 86,18         | 1057                    | 10                                | 850                 | 861                 | 911                 |
| 5   | Deákfalu                | Diaková                  | 2,42          | 101                     | 0                                 | 209                 | 232                 | 268                 |
| 6   | Deánfalva               | Ďanová                   | 7,66          | 447                     | 0                                 | 481                 | 485                 | 529                 |
| 7   | Draskócvölgye           | Dražkovce                | 4,38          | 245+62                  | 15+1                              | 506                 | 519                 | 828                 |
| 8   | Felsőkálnok             | Horný Kalník             | 2,05          | 130                     | 0                                 | 130                 | 140                 | 159                 |
| 9   | Folkusfalva             | Folkušová                | 6,01          | 276                     | 8                                 | 154                 | 122                 | 134                 |
| 10  | Kerpelény               | Krpeľany                 | 13,88         | 391                     | 5                                 | 1059                | 1068                | 1079                |
| 11  | Kistorboszló            | Trebostovo               | 13,12         | 421                     | 15                                | 428                 | 458                 | 487                 |
| 12  | Kisselmec               | Turčianska Štiavnička    | 14,07         | 744                     | 52                                | 721                 | 741                 | 869                 |
| 13  | Kostyán                 | Košťany nad Turcom       | 6,43          | 488                     | 36                                | 1002                | 1084                | 1161                |
| 14  | Lamosfalva              | Lipovec                  | 12,75         | 354                     | 3                                 | 656                 | 784                 | 932                 |
| 15  | Laszkár                 | Laskár                   | 3,43          | 117+67                  | 0+1                               | 88                  | 94                  | 107                 |
| 16  | Lézsa                   | Ležiachov                | 4,22          | 222                     | 0                                 | 156                 | 148                 | 148                 |
| 17  | Nagyrákó                | Rakovo                   | 5,41          | 277                     | 68                                | 259                 | 287                 | 311                 |
| 18  | Nagyturány              | Turany                   | 46,74         | 1974                    | 85                                | 4689                | 4444                | 4395                |
| 19  | Necpál                  | Necpaly                  | 42,17         | 1085                    | 35                                | 826                 | 820                 | 879                 |
| 20  | Nolcsó                  | Nolčovo                  | 15,01         | 380                     | 0                                 | 330                 | 271                 | 245                 |
| 21  | Pribóc                  | Príbovce                 | 5,97          | 659                     | 78                                | 955                 | 999                 | 1091                |
| 22  | Ruttka                  | Vrútky                   | 18,65         | 6262                    | 2164                              | 7523                | 7298                | 7539                |
| 23  | Sutó                    | Šútovo                   | 16,62         | 476                     | 0                                 | 531                 | 518                 | 521                 |
| 24  | Szklabinya              | Sklabiňa                 | 11,06         | 609                     | 6                                 | 583                 | 626                 | 600                 |
| 25  | Szklabinyaváralja       | Sklabinský Podzámok      | 27,14         | 269                     | 1                                 | 172                 | 184                 | 195                 |
| 26  | Szocóc                  | Socovce                  | 5,1           | 123+113                 | 1+6                               | 227                 | 251                 | 244                 |
| 27  | Szucsány                | Sučany                   | 33,26         | 2304                    | 156                               | 4502                | 4604                | 4673                |
| 28  | Szucsányváralja         | Podhradie                | 16,39         | 528+143                 | 0                                 | 732                 | 698                 | 669                 |
| 29  | Tarnó                   | Trnovo                   | 7,44          | 292                     | 8                                 | 196                 | 210                 | 253                 |
| 30  | Turócbeszterce          | Bystrička                | 19,12         | 635                     | 2                                 | 1116                | 1262                | 1413                |
| 31  | Turócjeszen             | Turčianske Jaseno        | 20,46         | 304+388                 | 3+7                               | 371                 | 354                 | 362                 |
| 32  | Turóckárolyfalva        | Karlová                  | 1,83          | 114                     | 0                                 | 126                 | 110                 | 108                 |
| 33  | Turócremete             | Vrícko                   | 29,57         | 2052                    | 14                                | 422                 | 401                 | 469                 |
| 34  | Turócszentgyörgy        | Turčiansky Ďur           | 0,93          | 74                      | 5                                 | 162                 | 188                 | 172                 |
| 35  | Turócszentmárton        | Martin                   | 67,73         | 4113+980+26+1458+86+581 | 934+40+2+228+4+14                 | 58393               | 60133               | 57428               |
| 36  | Turócszentpéter         | Turčiansky Peter         | 4,61          | 203                     | 5                                 | 275                 | 319                 | 397                 |
| 37  | Turóctótfalu            | Slovany                  | 14,3          | 556                     | 5                                 | 388                 | 413                 | 421                 |
| 38  | Vágkelecsény            | Turčianske Kľačany       | 12,2          | 591                     | 2                                 | 856                 | 811                 | 888                 |
| 39  | Vágratkó                | Ratkovo                  | 0,9           | 132                     | 3                                 | 190                 | 193                 | 182                 |
| 40  | Valcsa                  | Valča                    | 32,23         | 829                     | 14                                | 1430                | 1435                | 1532                |
| 41  | Zábor                   | Záborie                  | 5,19          | 152                     | 5                                 | 116                 | 119                 | 142                 |
| 42  | Znióváralja             | Kláštor pod Znievom      | 39,02         | 1117+292                | 187+0                             | 1516                | 1457                | 1510                |
| 43  | Zsámbokrét              | Žabokreky                | 5,23          | 435                     | 0                                 | 1039                | 1123                | 1170                |